# Barn (Film)

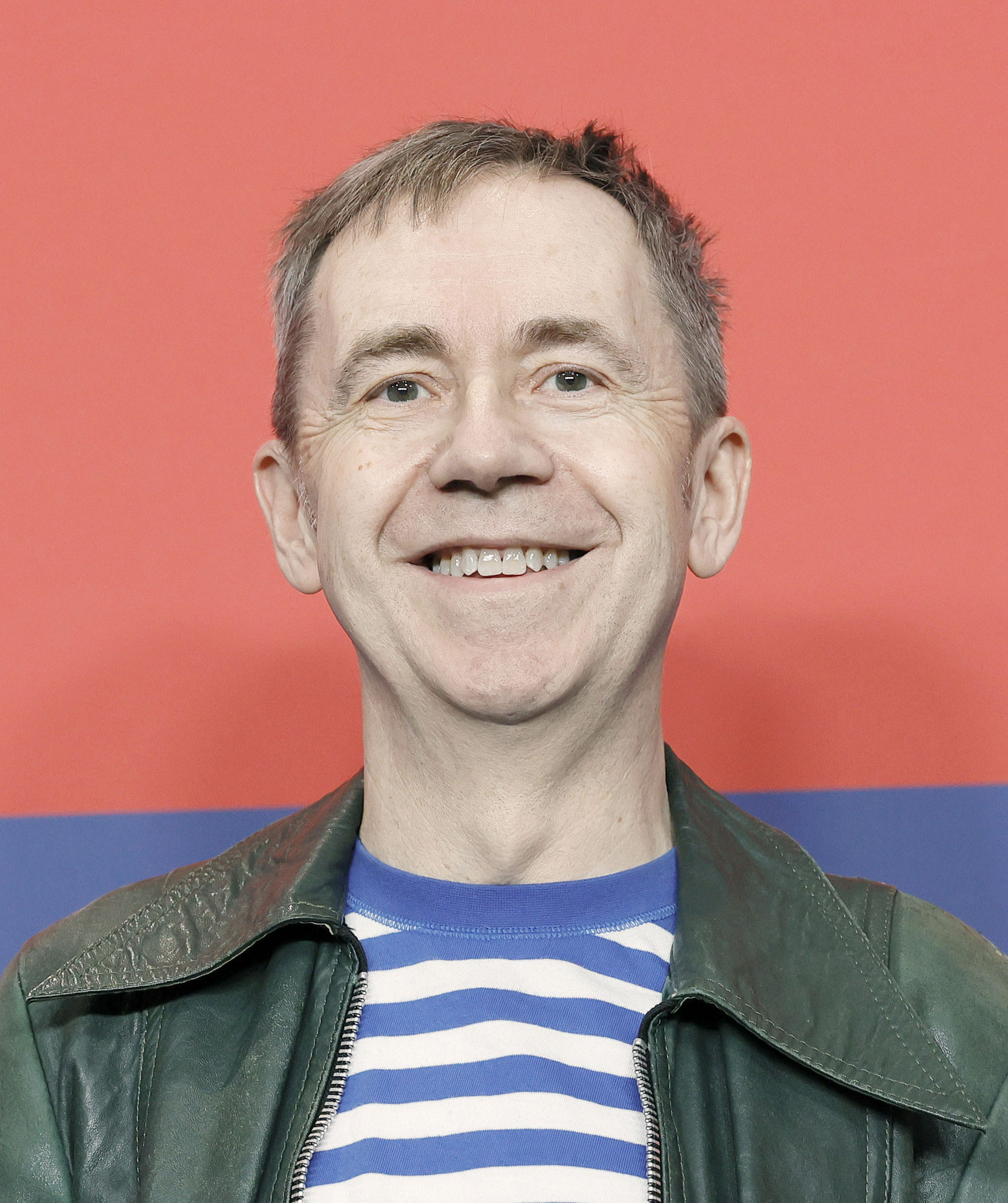
Regisseur Dag Johan Haugerud (2025)

Barn (wörtlich: Kinder, internationaler Titel: Beware of Children) ist ein norwegischer Spielfilm von Dag Johan Haugerud aus dem Jahr 2019. Die Hauptrollen übernahmen Ella Øverbye, Henriette Steenstrup und Jan Gunnar Røise. Seine internationale Premiere feierte der im Osloer Stadtteil Alna gedrehte Film am 3. September 2019 im Rahmen der Internationalen Filmfestspiele von Venedig. Die norwegische Erstaufführung erfolgte am 13. September 2019. Der Film gewann zahlreiche nationale und internationale Preise, darunter den Filmpreis des Nordischen Rates. 

## Handlung
Der Schüler Jamie, Sohn eines bekannten rechtspopulistischen Politikers, wird während einer Unterrichtspause bewusstlos auf dem Sportplatz seiner Schule aufgefunden. Mitschüler sagen aus, dass die 13-jährige Lykke, Tochter eines sozialdemokratischen Abgeordneten, mit ihrer Schultasche auf ihn losgegangen sei. Als Jamie seinen Verletzungen im Krankenhaus erliegt, machen verschiedene Versionen des Geschehens die Runde.
Lykke beteuert, dass es sich um einen Unfall gehandelt habe, doch niemand glaubt ihr, nicht einmal ihre Mutter, die Journalistin Eva. Die Direktorin der Schule, Liv, unterhält entgegen ihren politischen Überzeugungen eine heimliche Beziehung zum Rechtspopulisten Per Erik, dem verwitweten Vater Jamies. Für sie stellt es eine große Herausforderung dar, ihre eigenen Emotionen zu kontrollieren und gleichzeitig die Schulgemeinschaft vor dem Auseinanderbrechen zu bewahren. Livs Bruder Anders, der Klassenlehrer von Lykke und Jamie, macht sich unterdessen Vorwürfe, den Vorfall auf dem Sportplatz nicht verhindert zu haben. Seine Gewissensbisse belasten auch die Beziehung zu seinem Partner, dem Psychologen Jan. Der Film beleuchtet die Folgen des tragischen Ereignisses für Schüler, Eltern, Lehrer und Gesellschaft.

## Produktion
Die Dreharbeiten zu Dag Johan Haugeruds zweitem Langfilm fanden in Oslos östlichem Stadtteil Alna statt. Wie bei mehreren Haugerud-Filmen zuvor waren wieder Yngve Sæther und das Unternehmen Motlys für die Produktion verantwortlich. Koproduziert wurde der Film von Plattform Produktion, einer Firma, die unter anderem dem schwedischen Regisseur Ruben Östlund gehört.
Das Norsk filminstitutt, das dem norwegischen Ministerium für Kultur und Gleichstellung unterstellt ist, förderte den Film mit 11,5 Millionen norwegischen Kronen (etwa 900.000 Euro); das Gesamtbudget lag bei 19 Millionen Kronen (etwa 1,65 Millionen Euro). Den Weltvertrieb übernahm das Berliner Unternehmen Picture Tree International.

## Veröffentlichung
Barn wurde unter seinem englischen Titel, Beware of Children, am 3. September 2019 im Rahmen der Internationalen Filmfestspiele von Venedig uraufgeführt. Der Film startete nicht im offiziellen Wettbewerb, sondern in der unabhängigen Filmreihe Giornate degli Autori – Venice Days. Die norwegische Premiere des Films erfolgte zehn Tage später, am 13. September 2019.
Seine deutsche Erstaufführung erlebte Barn unter dem Titel Vorsicht, Kinder! im Rahmen der Nordischen Filmtage Lübeck am 4. November 2020. Die Aufführungen fanden coronabedingt ausschließlich online statt. Ein regulärer Kinostart in den deutschsprachigen Ländern kam nicht zustande.

## Rezeption

### Kritiken
Der Film erhielt durchweg gute Kritiken. Marc van de Klashorst hob in seiner Kritik für die International Cinephile Society hervor, dass der Film gänzlich auf eine Schwarz-Weiß-Dramaturgie und auf jede Form von Melodramatik verzichte. Haugerud siedele „die Geschichte bewusst im Umfeld von Eltern, Lehrern und Kindern an, denn die Schule ist für die Bildung der Gesellschaft von entscheidender Bedeutung. Dadurch gewinnen alle Gespräche und Diskussionen rund um den Vorfall zwischen Lykke und Jamie an Bedeutung, da jeder Erwachsene seine eigenen persönlichen und politischen Interessen mit dem abwägt, was auf individueller Ebene das Beste für die Kinder ist. [...] Die Begegnungen zwischen Liv und ihrem Lehrerkollegium zeigen, auf welch schmalem Grat sich die im Bildungswesen Tätigen bewegen müssen, vor allem in einer Zeit der Krise, wie sie im Film dargestellt wird.“
Die sozialpolitische Dimension des Films erkannte auch Amber Wilkinson für Screen Daily. Bei grundsätzlichem Lob, unter anderem für die Leistung der Schauspieler, war ihr der Film allerdings etwas zu didaktisch angelegt: „Der Titel von Dag Johan Haugeruds zweitem abendfüllenden Spielfilm mag sich zwar auf Kinder beziehen, aber der Autor/Regisseur hat in seinem weitläufigen gesellschaftspolitischen Drama, das nach einem tragischen Schulunfall spielt, die Erwachsenen im Visier. Dank seines starken Ensembles ist der Film nie weniger als fesselnd, obwohl er einen buchartigen Charakter hat, der darauf hindeutet, dass Haugerud seinem Publikum ebenso viel beibringen will wie er es unterhält – man erwartet fast einen Ethikkurs nach dem Abspann.“
Für den norwegischen Kritiker Birger Vestmo geht es dem Regisseur Haugerud nicht darum, „Schlussfolgerungen zu ziehen und endgültige Antworten zu geben. Die Schicksale der Figuren werden offen gehalten. [...] ‚Barn‘ ist ein fesselndes Drama mit glänzenden Dialogen, hoher Glaubwürdigkeit und einer unerwartet harten emotionalen Wucht. [...] Wie die Figuren werden auch die Zuschauer mit ihren eigenen Wahrheiten und Vorurteilen konfrontiert.“
Barn ist nach Meinung der dänischen Kritikerin Eva Novrup Redvall stilistisch und thematisch mit Filmen von Ruben Östlund verwandt. Regisseur Dag Johan Haugerud sei dabei vor allem an drei essenziellen Fragen interessiert: „Wie nehmen wir uns wahr? Wie reden wir miteinander? Und wie missverstehen wir uns?“ Unsere Art zu kommunizieren – oder nicht zu kommunizieren – löse für ihn Tragödien aus. „Haugerud beobachtet nüchtern, was die Menschen tun und sagen, während wir nach und nach die Figuren und ihre Geschichten mit unterschiedlichen Interpretationen und Spannungen kennenlernen. ‚Barn‘ ist ein gut geschriebenes und sehenswertes Drama [...].“

### Auszeichnungen (Auswahl)
Barn gewann 2020 den bedeutendsten norwegischen Filmpreis, den Amandaprisen, in neun Kategorien, was zu dem Zeitpunkt einen neuen Rekord darstellte. Im selben Jahr sicherte sich Barn den renommierten Filmpreis des Nordischen Rates. Daneben wurden dem Film weitere nationale und internationale Preise zuerkannt. Auszeichnungen und Nominierungen:
Amandaprisen 2020
- Auszeichnung als Bester norwegischer Film
- Auszeichnung für die Beste Regie (Dag Johan Haugerud)
- Auszeichnung für Beste männliche Hauptrolle (Jan Gunnar Røise)
- Nominierung für Beste weibliche Hauptrolle (Henriette Steenstrup)
- Auszeichnung für Beste männliche Nebenrolle (Thorbjørn Harr)
- Auszeichnung für Bestes Drehbuch (Dag Johan Haugerud)
- Auszeichnung für Beste Kamera (Øystein Mamen)
- Auszeichnung für Bester Ton (Gisle Tveito)
- Auszeichnung für Beste Originalmusik (Arnaud Fleurent-Didier und Peder Kjellsby)
- Auszeichnung für Bester Schnitt (Jens Christian Fodstad)

Filmpreis des Nordischen Rates 2020
- Auszeichnung als Bester Film

Göteborg International Film Festival 2020
- Auszeichnung als Best Nordic Film
- Auszeichnung für Beste weibliche Hauptrolle (Henriette Steenstrup)

Internationales Filmfestival Thessaloniki 2019
- FIPRESCI-Preis
- Human Values Award

Kanonprisen 2020
- Auszeichnung für Beste Regie (Dag Johan Haugerud)
- Auszeichnung für Bestes Drehbuch (Dag Johan Haugerud)
- Auszeichnung für Beste männliche Hauptrolle (Jan Gunnar Røise)
- Auszeichnung für Bester Schnitt (Jens Christian Fodstad)